# Kusatsu
Kusatsu (Japans: 草津市, Kusatsu-shi) is een havenstad aan het Biwameer in de prefectuur Shiga in Japan. De oppervlakte van de stad is 48,22 km² en begin 2009 had de stad ruim 125.000 inwoners.

## Geschiedenis
In de Edoperiode was Kusatsu een halteplaats (宿場町, Shukuba-machi) aan de Tōkaidō en de Nakasendō.
Kusatsu werd op 1 april 1897 een gemeente (chō).
Kusatsu werd op 15 oktober 1954 erkend als stad (shi) na de samenvoeging van de gelijknamige gemeente met de dorpen Oikami (老上村, Oikami-mura), Kasamei (笠縫村, Kasamei-mura), Shizu (志津村, Shizu-mura), Tokiwa (常盤村, Tokiwa-mura) en Yamada (山田村, Yamada-mura).

## Verkeer
Kusatsu ligt aan de Tōkaidō-hoofdlijn (dit deel van de hoofdlijn wordt ook wel Biwako-lijn genoemd) en aan de Kusatsu-lijn van de West Japan Railway Company.
Kusatsu ligt aan de Meishin-autosnelweg en aan Autoweg 1 (richting Osaka en Nagoya).

## Economie
In Kusatsu is de elektronica-industrie goed vertegenwoordigd met fabrieken van onder andere Matsushita en Omron.

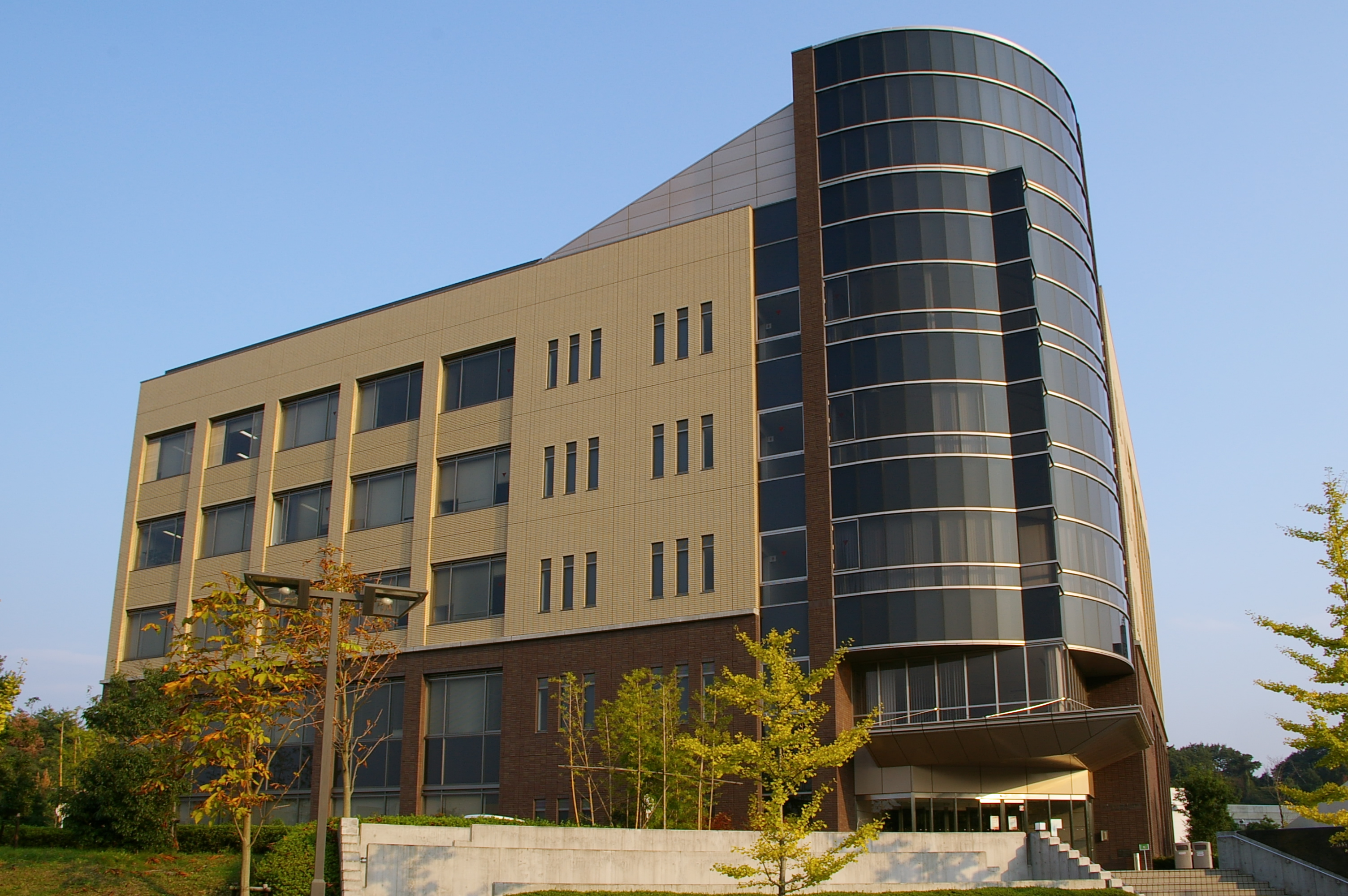
Biwako-Kusatsu Campus

In Kusatsu is de Biwako-Kusatsu Campus (BKC) van de Ritsumeikan-universiteit uit Kioto gevestigd.

## Stedenband
Kusatsu heeft een stedenband met
- Pontiac (Michigan) Verenigde Staten, sinds 1978
- Xuhui, Shanghai, Volksrepubliek China, sinds 1990

## Aangrenzende steden
- Moriyama
- Ōtsu
- Rittō

## Geboren in Kusatsu
- Masayoshi Yamazaki (山崎 まさよし, Yamazaki Masayoshi), J-popzanger